# Santa Isabel (1716)
Il Santa Isabel fu un vascello di linea spagnolo da 60 cannoni che prestò servizio nell'Armada Española tra il 1717 e il 1718.

## Storia

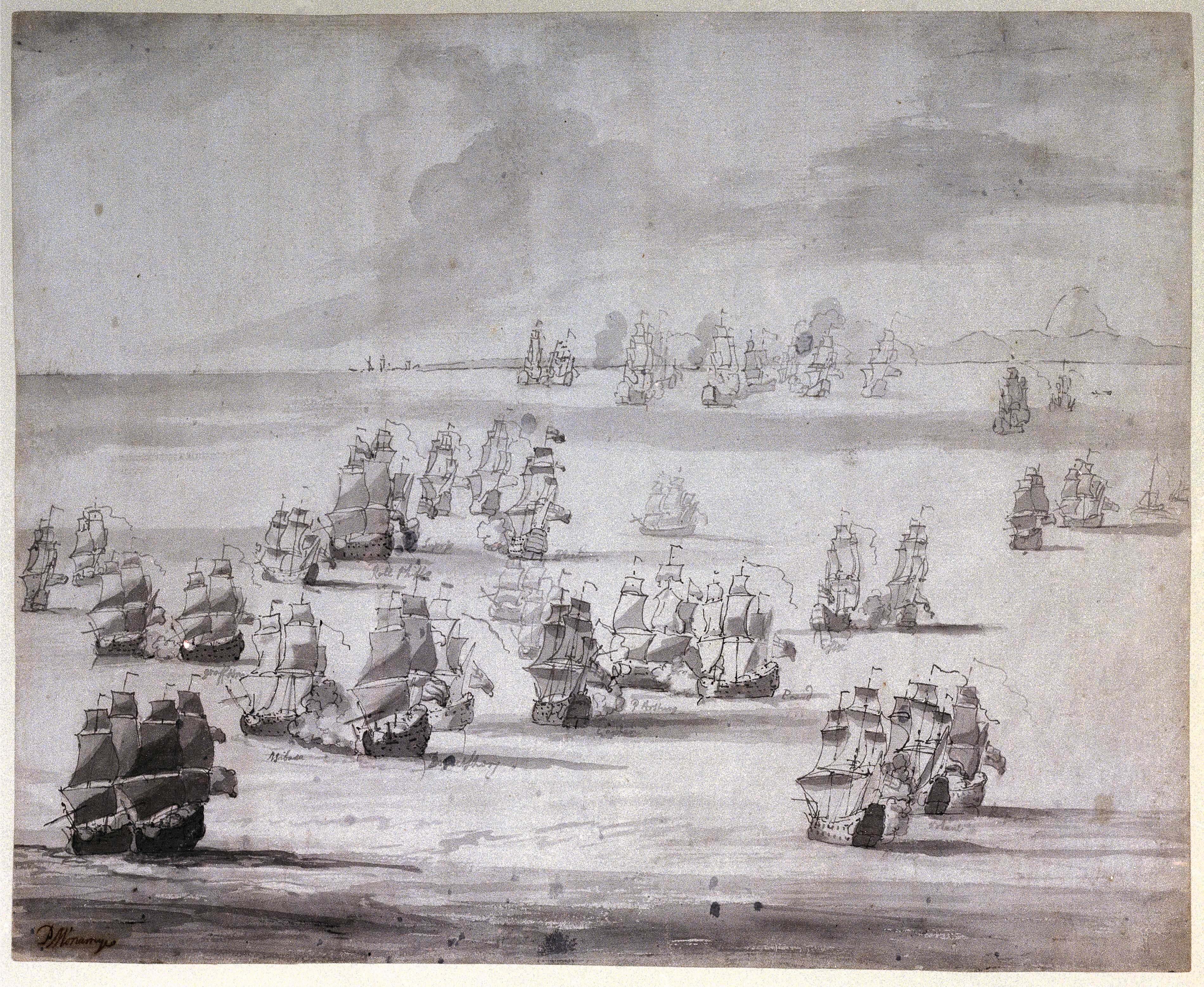
La battaglia di Capo Passero, 11 agosto 1718.

La costruzione del vascello da 60 cannoni Santa Isabel fu iniziata a Guarnizo nel 1716, sui piani costruttivi elaborati dal tenente generale e ingegnere navale José Antonio de Gaztañeta y de Iturribalzaga, e fu completata a Pasajes sotto la direzione di Felipe e Simón de Zelarain. All'inizio del 1717 il Santa Isabela salpò da Pasajes, insieme al vascello San Felipe, per raggiungere Cadice. Il 26 maggio 1717 ne assunse il comando il capitano di vascello Gabriel Pérez de Alderete, primo marchese di Casinas. Alla fine del luglio successivo salpò in forza alla squadra navale del Marchese di Mari destinata a scortare le truppe destinate all'invasione della Sardegna. All'inizio del 1718 trasportò a Cadice dieci dei primi guardiamarina destinati alla locale Real Compañía. Nel maggio successivo salpò da Cadice agli ordini del capitano Andrés Reggio y Brachiforte per unirsi a Barcellona alla squadra navale del tenente generale José Antonio de Gaztañeta y de Iturribalzaga destinata alla campagna di Sicilia.
Su ordine di de Gaztañeta y de Iturribalzaga il Santa Isabela si recò a Malta per portare ordini al jefe de escuadra Baltasar Velez Ladrón de Guevara y de Vinuesa, che alzava la sua insegna sul vascello San Luis, di ricongiungersi con il resto della flotta.
Nel corso della battaglia di Capo Passero il Santa Isabel fu gravemente danneggiato e poteva manovrare a stento, e durante la notte cercò di allontanarsi, inseguito da tre navi britanniche.  Il 12 agosto, dopo quattro ore di combattimento, fu catturato dal vascello inglese Dorsetshire, nave di bandiera del contrammiraglio George Delaval.  La Royal Navy non lo immise in servizio, mettendolo in posizione di riserva. In seguito al Trattato di Siviglia del 1729, gli inglesi si offrirono di restituire il Santa Isabel alla Spagna, ma si scoprì che il legname dello scafo era marcito stando all'ormeggio a Minorca, e la nave fu invece distrutta nel 1731.

### Fonti
1. 1 2  Rusadiryelmar.
2. ↑  Duro 1900, p. 161.
3. 1 2 3  Threedecks.
4. 1 2 3 4 5 6 7  Todoavante.
5. ↑  Duro 1900, p. 152.
6. ↑  Duro 1900, p. 162.